# 邯郸学院
邯郸学院是一所位于中华人民共和国河北省邯郸市的全日制公办本科高等院校。

## 校史沿革
邯郸学院前身是1945年创建的冀南区邯郸中学，1950年更名为河北省立师范学校，1982年升格为邯郸师范专科学校，2001年1月，原邯郸师专、邯郸市第一、第二教育学院、市幼儿师范四校合并组建成新的邯郸师专。2004年5月17日，中华人民共和国教育部同意学校升格为本科层次的邯郸学院。进入“十四五”时期，邯郸学院也在积极争取更名为邯郸师范大学及成为硕士学位授予单位。

## 院系设置
设有20个二级学院（中心），63个本科专业(含中外合作办学项目)，涉及10大学科门类。
- 文史学院
- 外国语学院
- 数理学院
- 机电学院
- 化学化工与材料学院
- 信息工程学院
- 音乐学院
- 体育学院
- 经济管理学院
- 生命科学与工程学院
- 继续教育学院
- 教育学院
- 马克思主义学院
- 软件学院
- 太极文化学院
- 夏青传媒学院
- 电子信息工程实验与实训中心
- 特殊教育学院
- 影视学院
- 美术与设计学院[4]